# غينتين
غنتين (بالألمانية: Genthin) هي بلدة ألمانية تقع في ألمانيا في ساكسونيا أنهالت. يقدر عدد سكانها بـ 14,808 نسمة .

## المدن التوأمة
مدينة داتلن هي مدينة توأمة لـغنتين.

## أعلام
- أوي هاينيمان
- يان كريست
- فالتر مودل